# Cygames
Cygames, Inc. (транскр. Сајгејмз) је јапанска компанија која се бави производњом игрица основана 2011. године од стране CyberAgent-а. Компанија DeNA је 2012. године постала власник деоница у вредности од 24% компаније, затим је Нинтендо 2018. године стекао деонице у вредности од 5% компаније, евентуално остављајући CyberAgent sa 69% компаније. Компанија је на почетку производила ицкључиво игрице за мобилни, првобитно за јапанску платформу Mobage, а од 2013. године и за Android i IOS. Седиште компаније се налази у Токију, док се остале филијале налазе у Осаки и Саги у Јапану, и у Сеулу у Јужној Кореји.
Њихова интелектуална својина укључује: Uma Musume Pretty Derby (2021), Princess Connect! Re: Dive (2018), Shadowverse (2016), Granblue Fantasy (2014), The Idolmaster Cinderella Girls (2011, заједно са Bandai Namco Entertainment-ом), и Rage of Bahamut (2011). Компанија је кренула са производњом игрица за конзоле у 2015-ој години. Најавили су оснивање сопственог аниме студиа под називом „CygamesPictures" у 2016-ој години. Компанија је такође кренула да финансира производњу анимеа како за своју постојећу интелектуално својину везану за мобилне телефоне, тако и за бројне нове пројекте и адаптације. Такође су другим медиским тржиштима и сферама као што су манга, музика и дизајн.

## Историја
Cygames, Inc. је основан 2011. године од стране јапанске фирме CyberAgent, Компанија DeNA је 2012 године стекла деонице у вредности од 24% компаније, недуго након тога компанија је од стране вебсајта „GameDeveloper" (предтодно познатог као „Gamasutra") изабрана за једног од топ 10 девелопера игрица године.
Cygames су јуна 2012. године основали CyDesignation, компанију која је специјализована за дизајн, илустрације, планирање и девелопмент игрица.
Компанија је марта 2016. године најавила успостављање подружнице CygamesPictures задужене за производњу анимација за интелектуалну својину Cygames али и за сопствене, аутономне пројекте.
Компанија је објавила аквизицију позадинског студија за аниме и игрице Kusanagi јуна 2016. године.
Cygames су 2016. године објавили да су кренули са производњом своје прве игрице за конзоле „Poject Awakening", као и оснивање сопственог студија задуженог за игрице за конзоле у Осаки.
Cygames и Kodansha су се маја 2017 удружили како би формирали нову издавачку кућу за мангу Cycomi која ви издавала мангу коју су Cygames писали, а Kodansha штампала. Од априла 2019. године, компанија је ступила у друго партнерство (истим поводом), овај пут са компанијом Shogakukan. 
Cygames и њихова матична компанија (CyberAgent) су јуна 2017. године објавили да су заједно основали фондацију „CA-Cygames Anime Fund" чији је циљ поред снабдевања аниме продукције новцем, стицање права на пренос аниме-а везаног са њинову интелектуалну својину преко интернета као и производња игрица. Укупан износ средстава којима је фондација располагала је био 3 милијардe јена.
Компаниај је 2017. године основала свој Е-спорт тим „Cygames Beast". Од јула 2017. године Cygames су званичан спонзор фудбалског тима Јувентус.
Партнерство са Нинтендом су објавили током априла 2018. године у циљу производње игрице Dragalia Lost, прилилом чега је Нинтендо стекао деонице у вредности 5% компаније.
Оснивање подружнице задужене за производњу музике и менаџмент уметника под називом Cymusic  објавили су у мају 2018. године.
Оснивање подружнице за израду тродимензионалне графике за компјутере (3DCG) под називом CyberSphere објавили су у Априлу 2021. године.
Cygames су отворили још две интернационалне филијале, једну у Лос Анђелесу звану Cygames America, и једну у Лондону звану Cygames Europe.

## Произведене Игрице

### Игрице за мобилни/интернет претраживач
| Наслов                                           | Датзум изласка                                | Издавач(и)                              | Платформе                                                   | Јапански сервери | Сервери за остатак света |
| ------------------------------------------------ | --------------------------------------------- | --------------------------------------- | ----------------------------------------------------------- | ---------------- | ------------------------ |
| Rage of Bahamut                                  | 1. 9. 2011 (Јапан)                            | DeNA                                    | mobage                                                      | Отворени         | Затворени                |
| The Idolmaster Cinderella Girls                  | 28. 11 .2011 (Јапан)                          | Bandai Namco Entertainment              | mobage, Android, IOS, AndApp                                | Затворени        | Не постоје               |
| Saint Seiya Galaxy Card Battle                   | 12. 4. 2012 (Јапан)                           | DeNA                                    | mobage                                                      | Затворени        | Не постоје               |
| Disney Fantasy Quest                             | 2. 4. 2012 (Јапан)                            | DeNA                                    | mobage                                                      | Затворени        | Не постоје               |
| Super Sentai Heroes                              | 26. 4. 2012 (Јапан)                           | Bandai Namco Entertainmen               | mobage                                                      | Затворени        | Не постоје               |
| Battle Spirits: Hasha no Houkou                  | Април 2012 (Јапан)                            | Bandai Namco Entertainmen               | mobage                                                      | Затворени        | Не постоје               |
| Sakatsuku S World Stars                          | Јун 2012 (Јапан)                              | SEGA                                    | mobage                                                      | Затворени        | Не постоје               |
| Rekka no Honoo BURNING EVOLUTION                 | 19. 7. 2012 (Јапан)                           | Cygames                                 | mobage                                                      | Затворени        | Не постоје               |
| TIGER & BUNNY Lord of Hero                       | 27. 7. 2012 (Јапан)                           | Bandai Namco Entertainmen               | mobage                                                      | Затворени        | Не постоје               |
| Sangokushi Puzzle Taisen                         | Август 2013 (Јапан)                           | Cygames                                 | Android, IOS                                                | Затворени        | Не постоје               |
| Knights of Glory                                 | Новембар 2013 (Јапан)                         | Cygames                                 | mobage                                                      | Затворени        | Не постоје               |
| La Rudiala Chronicle                             | Новембар 2013 (Јапан)                         | Cygames                                 | mobage                                                      | Затворени        | Не постоје               |
| Dragon Quest Monsters: Super Light               | 23. 1. 2014 (Јапан)                           | Square Enix                             | Android, IOS                                                | Отворени         | Не постоје               |
| Granblue Fantasy                                 | 10. 3. 2014 (Јапан)                           | Cygames                                 | mobage, AndApp, GREE, DMM Games, Yahoo! Games, Android, IOS | Отворени         | Не постоје               |
| Battle Champs                                    | 12. 2. 2015 (широм света)                     | Cygames                                 | Android, IOS                                                | Затворени        | Затворени                |
| LINE Paper Dash World                            | Март 2015 (Јапан)                             | Line Corporation                        | LINE GAME                                                   | Затворени        | Не постоје               |
| The Idolmaster Cinderella Girls: Starlight Stage | 3. 9. 2015 (Јапан)                            | Bandai Namco Entertainmen               | Android, IOS                                                | Отворени         | Не постоје               |
| Rabitobi                                         | Септембар 2015 (Јапан)                        | Cygames                                 | Android, IOS                                                | Затворени        | Не постоје               |
| Princess Connect!                                | 18. 2. 2015 (Јапан)                           | Cygames / Cyber Agent                   | Ameba                                                       | Затворени        | Не постоје               |
| Kindai Mahjong All Stars Touhaiden               | Септембар 2015 (Јапан)                        | Cygames                                 | Android, IOS                                                | Затворени        | Не постоје               |
| Shadowverse                                      | 17. 6. 2016 (Јапан)                           | Cygames                                 | Android, IOS, DMM Games, Microsoft Windows (преко steam-а)  | Отворени         | Отворени                 |
| Lost Order                                       | Није изашло                                   | Cygames                                 | Android, IOS                                                | Није изашло      | Не постоје               |
| Sevens Story                                     | 18. 8. 2017 (Јапан)                           | Cygames                                 | Android, IOS                                                | Затворени        | Не постоје               |
| Odin Crown                                       | 8. 2. 2018 (Јапан)                            | Cygames                                 | Android, IOS                                                | Затворени        | Не постоје               |
| Princess Connect! Re: Dive                       | 15. 2. 2018 (Јапан) 19. 1. 2021 (широм света) | Cygames / BiliBili / Crunchryroll Games | Android, IOS                                                | Отворени         | Не постоје               |
| Dragalia Lost                                    | 27. 9. 2018 (Јапан)                           | Nintendo                                | Android, IOS                                                | Затворени        | Затворени                |
| World Flipper                                    | 27. 11. 2019 (Јапан) 2021 (широм света)       | Cygames / Kakao Games                   | Android, IOS                                                | Отворени         | Отворени                 |
| Uma Musume Pretty Derby                          | 24. 2. 2021 (Јапан)                           | Cygames / Kakao Games                   | Android, IOS, DMM Games                                     | Отворени         | Не постоје               |
| Idoly Pride                                      | 24. 6. 2021 (Јапан)                           | Quall Arts                              | Android, IOS                                                | Отворени         | Не постоје               |
| Eiyuu Gakuen Hero-ka                             | TBA                                           | Cygames                                 | TBA                                                         | Отворени         | Не постоје               |

### Игрице за конзоле
| Наслов                             | Датум изласка                                                              | Издавач(и)                         | Платформе                                 | Изашло у Јапану | Изашло у остатку света |
| ---------------------------------- | -------------------------------------------------------------------------- | ---------------------------------- | ----------------------------------------- | --------------- | ---------------------- |
| Wondership Q                       | Јапан: 19. 11. 2015 (vita) Широм Света: 18. 7. 2016 (стим)                 | Cygames                            | PlayStation Vita, WIndows (преко steam-а) | Да              | Да                     |
| The Idolmaster Cinderella          | Јапан: 13. 3. 2016 Југоисточна Азија: 21. 4. 2017 Широм света: 18. 7. 2017 | Bandai Namco Entertainment         | PlayStation 4 (PSVR)                      | Да              | Да                     |
| Shadowverse: Champion's Battle     | Јапан: 5. 11. 2020 Широм света: 13. 8. 2021                                | Cygames, Xseed Games               | Nintendo Switch                           | Да              | Да                     |
| Project GAMIM                      | ТBA                                                                        | Cygames                            |                                           |                 |                        |
| Project Awakening                  | TBA                                                                        | Cygames                            | PlayStation 4                             | Да              | Да                     |
| Metal Max Project                  | TBA                                                                        | Cygames                            |                                           |                 |                        |
| Little Noah: Scion of Paradise     | Широм света: 28. 6. 2022                                                   | Cygames                            | Nintendo Switch, PlayStation 4, Windows   | Да              | Да                     |
| Granblue Fantasy: Relink           | Широм света: 2023                                                          | Cygames                            | PlayStation 4, PlayStation 5, Windows     | Да              | Да                     |
| Granblue Fantasy: Versus           | Азија: 10. 2. 2020 Широм света: 6. 3. 2020                                 | Cygames, TSS Ventures, Xseed Games | PlayStation 4, Windows (преко steam-а)    | Да              | Да                     |
| Anubis: Zone of the Enders -- M∀RS | Широм света: 4. 9. 2018                                                    | Konami                             | PlayStation 4, Windows (преко steam-а)    | Да              | Да                     |

## Списак референци
1. ↑  „Cygames, Inc. Company info/Hisotry”. www.cygames.co.jp (на језику: енглески). 2011. Приступљено 2023-06-08.
2. ↑  Costello, Steve (2012-11-07). „DeNA to buy into Cygames”. Mobile World Live (на језику: енглески). Приступљено 2023-06-08.
3. ↑  Gamasutra; staffDecember 13, GD mag; 2012 (2012-12-13). „The top 10 game developers of 2012”. Game Developer (на језику: енглески). Приступљено 2023-06-08.
4. ↑  „Company Info - Cygames, Inc.”. www.cygames.co.jp (на језику: енглески). 2019-06-20. Приступљено 2023-06-08.
5. ↑  „Rage of Bahamut Developer Cygames Establishes Anime Company”. Anime News Network (на језику: енглески). Приступљено 2023-06-08.
6. ↑  „Cygames Makes Anime Background Studio Kusanagi Its Subsidiary”. Anime News Network (на језику: енглески). Приступљено 2023-06-08.
7. ↑  „Cygames Announces "Project Awakening" for Current-Gen Home Consoles”. DualShockers (на језику: енглески). 2016-08-21. Приступљено 2023-06-08.
8. ↑  „Cygames opens PS4-focused Osaka studio”. Gematsu (на језику: енглески). 2015-05-19. Приступљено 2023-06-08.
9. ↑  „Granblue Fantasy's Cygames, Kodansha Launch Manga Label”. Anime News Network (на језику: енглески). Приступљено 2023-06-08.
10. ↑  „Cygames Jumps Into eSports By Signing Daigo Umehara, PR Balrog, And Snake Eyez”. Siliconera (на језику: енглески). 2017-03-02. Приступљено 2023-06-08.
11. ↑  „Нинтендова листа "финансијских резултата", март 2018” (PDF).
12. ↑  „Cygames Creates 3DCG Studio Subsidiary CySphere”. Anime News Network (на језику: енглески). Приступљено 2023-06-08.
13. ↑  „Cygames establishes Cygames America, Cygames Europe”. Gematsu (на језику: енглески). 2023-04-28. Приступљено 2023-06-08.